# Zbrodnia w Nemmersdorf
Zbrodnia w Nemmersdorf lub masakra w Nemmersdorf – mord cywilnej ludności niemieckiej we wsi Nemmersdorf w Prusach Wschodnich dokonany przez żołnierzy Armii Czerwonej 21 października 1944. Dokładna liczba ofiar jest przedmiotem sporów – według nowszych ustaleń wynosi 24–26 osób. Podawana dawniej liczba 65–73 ofiar została zawyżona w celach propagandowych. Dzięki machinie propagandowej Josepha Goebbelsa, a następnie okresowi zimnej wojny, który sprzyjał rozpowszechnianiu wersji propagandy nazistowskiej po zachodniej stronie żelaznej kurtyny wydarzenia z Nemmersdorf stały się symbolem zbrodni wojennych popełnionych przez Armię Czerwoną na niemieckiej ludności cywilnej Prus Wschodnich.

## Zajęcie wioski przez oddział Armii Czerwonej
21 października 1944 oddziały 11 Gwardyjskiej Armii 3 Frontu Białoruskiego (25 Gwardyjska Brygada Pancerna względnie 16 Gwardyjska Dywizja Strzelecka II Gwardyjskiego Korpusu Pancernego) ZSRR podczas pierwszego ataku na Prusy Wschodnie zajęły wieś Nemmersdorf. Na miejscu zastały wielu mieszkańców, w tym przede wszystkim kobiety i dzieci, które nie zdążyły się ewakuować. Po dwóch dniach oddziały niemieckie odbiły wioskę, a w miejscowości odkryły ciała 24–26 ofiar.

## Działania propagandowe Niemców po odbiciu wioski
Minister oświecenia publicznego i propagandy Joseph Goebbels wydał polecenie, aby wyolbrzymić to wydarzenie. Niemcy w następnych dniach sfabrykowali film i rozkręcili machinę propagandową w całych Niemczech, również uzyskując posłuch w Watykanie, wskazując, że czerwonoarmiści okrutnie zgwałcili, torturowali i zabili ponad 70 kobiet i dzieci. Ciała wyjęto z grobów i przygotowano do propagandowych zdjęć, by mogli je sfilmować i sfotografować przywiezieni do Nemmersdorfu operatorzy Die Deutsche Wochenschau i dziennikarze. Ekshumacja połączona z profanowaniem zwłok odbywała się pod nadzorem specjalnego wysłannika reichsfuhrera SS Heinricha Himmlera. Rozpowszechniona została relacja volkssturmisty z Królewca, który jakoby w końcu października 1944 roku znalazł się w Nemmersdorfie: „Przy pierwszej zagrodzie, na lewo od drogi, stał wóz drabiniasty. Do niego przybito za ręce w pozycji ukrzyżowanej cztery nagie kobiety. Na drzwiach stodoły przybito dwie nagie kobiety również w pozycji ukrzyżowanej. W mieszkaniach znaleźliśmy w sumie 72 kobiety i dzieci oraz jednego starego mężczyznę w wieku 74 lat. Wszyscy byli martwi. Widać było, że torturowano ich w bestialski sposób, z wyjątkiem kilkorga, których zabito strzałem w potylicę. Wśród zabitych były nawet niemowlęta ze strzaskanymi czaszkami. Wszystkie kobiety, a także dziewczynki w wieku 8–12 lat nosiły na ciele ślady gwałtu. Nie oszczędzono nawet niewidomej staruszki”.
Zainicjowana przez Josepha Goebbelsa niemal dwutygodniowa kampania prasowa opisująca zbrodnie w Nemmersdorfie oraz poświęcona im kronika filmowa, wyświetlana we wszystkich kinach III Rzeszy, nadały nazwie Nemmersdorf symboliczne znaczenie.

## Ustalenia z lat 90. XX wieku
W latach 90. XX wieku znaleziono świadków kluczowych dla wyjaśnienia sprawy. Prawdę o wydarzeniach upowszechnił zrealizowany przez ZDF (drugi program niemieckiej telewizji publicznej) pod kierunkiem Guido Knoppa serial dokumentalny Die grosse Flucht („Wielka ucieczka” – w Polsce znany z emisji na kanale Discovery pod tytułem „Exodus ze Wschodu”). Gerda Meczulat, mieszkanka wioski Nemmersdorf, która cudem przeżyła i Helmut Hoffman, żołnierz niemieckich oddziałów wyzwalających wioskę opowiedzieli, co naprawdę się wydarzyło. Rosjanie plądrowali domostwa w zdobytej wiosce Nemmersdorf, a grupa 27 jej mieszkańców przebywała w schronie. „Tego dnia były urodziny mego ojca – wspomina Gerda Meczulat – a my poszliśmy do schronu. Późnym popołudniem wioskę zaczęły bombardować nasze [niemieckie] samoloty. Do schronu zbiegli także czerwonoarmiści”. I w tym schronie któryś z oficerów II. Armii Gwardyjskiej wydał rozkaz zabicia cywilów. „Po nalocie – mówi dalej pani Gerda – Rosjanie ustawili się na zboczu z bronią maszynową. Wypędzali nas ze schronu krzycząc »Paszoł, paszoł!« Wychodziłam jako ostatnia. Upadłam. I w tym momencie któryś z Rosjan strzelił do mnie”. Z relacji Helmuta Hoffmana, byłego żołnierza oddziału niemieckiego wkraczającego do odbitej wioski: „Później pisano o ukrzyżowanych kobietach przybitych do ścian domów. To nonsens. Żadnej z zabitych kobiet nawet nie zgwałcono. Publikowane w prasie fotografie były kłamstwem. Zostały zaaranżowane. Zabitym kobietom zadzierano spódnice”.
Zgodnie z ustaleniami niemieckiego publicysty Bernharda Fischa Armia Czerwona bezsprzecznie popełniła w Nemmersdorfie zbrodnię, jednak zarówno liczba ofiar, jak i rodzaj popełnionych czynów zostały celowo wyolbrzymione przez propagandę nazistowską po to, aby wzmocnić chęć oporu zmęczonego już wojną społeczeństwa niemieckiego. Część zdjęć pokazujących ofiary została spreparowana. Ciała zamordowanych kobiet sfotografowano z obnażonymi genitaliami, by wywołać wrażenie, iż wszystkie zostały zgwałcone – istnieją jednak również fotografie, na których ofiary są normalnie ubrane. Nie było również zwłok przybitych do drzwi. Według badań m.in. niemieckiego historyka Guido Knoppa w Nemmersdorf zginęło 26 cywilów.

## Skutki nazistowskiej propagandy
Pomimo dotarcia do dokumentów z 1944 r. i relacji świadków z wydarzeń z Nemmersdorff, kłamstwo propagandy niemieckiej o Nemmersdorf żyje własnym życiem dzięki mnogości publikacji utrwalających i powielających je zwłaszcza w okresie zimnej wojny. Brytyjska dziennikarka i wykładowca akademicka Isabel Denny w swojej książce z 2007 r. The Fall of Hitler’s Fortress City, w Polsce wydanej w 2008 r. pod tytułem Upadek twierdzy Hitlera. Bitwa o Królewiec pisze: „Dwudziestego pierwszego października Rosjanie zaatakowali wieś Majakowskoje [Nemmersdorff]. Była to pierwsza niemiecka wieś, w której znaczna część ludności cywilnej dostała się w ręce Rosjan. Ataku dokonały siły 25. pułku czołgów nacierające od strony Gusiewa. [...] Schwytano i zgwałcono wszystkie kobiety, a niektóre zostały ukrzyżowane na drzwiach domów i wrotach stodół. Dzieci zabijano ciosami kijów i pałek, a do starszych strzelano zimną krwią. Wojska niemieckie odbiły wieś po dwóch dniach. Znaleziono tam ciała prawie wszystkich 635 mieszkańców”.

## Znaczenie
Nemmersdorf – dziś Majakowskoje w obwodzie królewieckim – był jedną z pierwszych miejscowości zdobytych w październiku 1944 przez Armię Czerwoną w Prusach Wschodnich, a tym samym na terytorium ówczesnych Niemiec. Wielu Niemców, wierząc propagandzie Goebbelsa, uznało, że taki sam los czeka wszystkie zdobyte przez Armię Czerwoną tereny i ich mieszkańców; co w istocie nie było dalekie od prawdy. Spowodowało to powstanie tzw. „syndromu Nemmersdorf” – głównego motywu ucieczki tysięcy cywilnych Niemców z Prus Wschodnich przy ponad 20-stopniowym mrozie w styczniu 1945 roku oraz licznych samobójstw i mordów własnych dzieci przez Niemki. Nemmersdorf – to do dziś dla wielu Niemców symbol zbrodni, popełnionych przez Armię Czerwoną na ludności cywilnej oraz dowód na to, że byli oni również ofiarami w tej wojnie.
Zdaniem Marka Sołonina, mordowanie przez czerwonoarmistów niemieckiej ludności cywilnej służyć miało wywołaniu paniki w celu łatwiejszej powojennej zmiany granic niemieckich na rzecz ZSRR i podporządkowanej mu Polski. Paradoksalnie, przyniosło to jednak wzrost woli walki w Wehrmachcie oraz poczucie sensu kontynuowania oporu. Właśnie ochroną niemieckiej ludności uzasadniał admirał Karl Dönitz kontynuowanie wojny już po samobójstwie Adolfa Hitlera.